# 웨스톤 비트 엔터테인먼트
주식회사 웨스톤 비트 엔터테인먼트(株式会社ウエストン·ビット·エンタテインメント, Westone Bit Entertainment)는 1986년에 설립된 일본의 비디오 게임 개발사였다. 본사는 도쿄 스미다구에 위치해있었으며 개발사 UPL의 주요인물이었던 니시자와 류이치가 창립했다. 세가와 협력해 《원더보이》 시리즈를 개발한 것으로 유명하다. 2014년 10월 1일 파산 절차를 밟아 폐쇄됐다.

## 역사
1986년 5월 전 UPL 직원이었던 니시자와 류이치와 이시즈카 미치시토가 '이스케이프 (Escape)'라는 이름으로 회사를 설립했다. 이후 설립자 이름을 각각 따서 West(니시 = 서쪽)와 Stone(이시 = 돌)을 조합해서 '웨스톤'이라는 이름으로 사명을 변경했다. 2000년 4월에 다시 웨스톤 비트 엔터테인먼트로 바꿨다.
2014년 10월 1일, 파산 신청을 하고 폐업절차를 밟았다.

## 개발한 게임
- 《원더보이》 (1986)
- 《원더보이 인 몬스터 랜드》 (1987)
- 《원더보이 III: 몬스터 레어》 (1988)
- 《원더보이 III: 드래곤의 함정》 (1989)
- 《원더보이 인 몬스터 월드》 (1991)
- 《몬스터 월드 IV》 (1994)